# آبل ديلي
كانت آبل ديلي (بالصينية: 蘋果 日報) صحيفة شعبية صدرت في هونغ كونغ بين عامي 1995 و2021. أسسها جيمي لاي، وكانت واحدة من أكثر الصحف مبيعًا باللغة الصينية في هونغ كونغ. إلى جانب مجلة نيكست الترفيهية، كانت آبل ديلي جزءًا من نيكست ديجيتال. نشرت الصحيفة طبعات مطبوعة ورقمية باللغة الصينية التقليدية، بالإضافة إلى طبعة رقمية فقط باللغة الإنجليزية. بقي إصدار مشابه يحمل نفس الاسم ينشر على الإنترنت لفترة من الوقت في تايوان بموجب مشروع مشترك بين نيكست ديجيتال وشركات تايوانية أخرى.
في استطلاع أجراه معهد رويترز في أوائل عام 2021، كانت شركة آبل ديلي رابع أكثر مصادر الأخبارغير المتصلة بالإنترنت استخدامًا في هونغ كونغ، بينما كان موقعها على شبكة الإنترنت هو الثاني من بين الأكثر استخدامًا بين وسائل الإعلام الإخبارية على الإنترنت في المدينة. وفقًا لمسح أجرته الجامعة الصينية في هونغ كونغ، احتلت آبل ديلي المرتبة الثالثة في قائمة الصحف الأكثر ربحًا وثقة في عام 2019.
جعل موقف آبل ديلي التحريري المؤيد للحركة المؤيدة للديمقراطية في هونغ كونغ الصحيفة عرضة لمقاطعة الإعلانات والضغط السياسي. بعد سن قانون الأمن القومي المثير للجدل في هونغ كونغ، داهمت الشرطة مقرها في 10 أغسطس 2020، وهي عملية للشرطة انتقدتها بعض الحكومات الديمقراطية وجماعات حقوق الصحافة.
في 17 يونيو 2021، استخدمت سلطات هونغ كونغ قانون الأمن القومي لهونغ كونغ من أجل تجميد أصول الشركة وصاحبها جيمي لاي. وصفت هذه الخطوة على نطاق واسع بأنها هجوم على حرية الصحافة. نتيجة لتجميد الأصول، لم تتمكن آبل ديلي من دفع فواتير الأجور والكهرباء، واضطرت إلى وقف العمليات. نشرت النسخة المطبوعة النهائية في 24 يونيو، حيث طبعت أكثر من مليون نسخة، بزيادة عن عدد النسخ المعتاد الذي كان 80 ألف نسخة، واصطف أنصار الصحيفة في طوابير تمتد مئات الأمتار لشرائها. كما أغلقت قناة فروت سيد الرئيسية والتكميلية التابعة للصحيفة على موقع يوتيوب في منتصف ليل نفس اليوم.

## تاريخيًا
تأسست شركة آبل ديلي في 20 يونيو 1995 من قبل رجل أعمال الملابس جيمي لاي. بعد نجاح مجلة نيكست، وهي مطبوعة أخرى مملوكة من قبله، بدأت آبل ديلي برأس مال أولي قدره 700 مليون دولار هونغ كونغي (89750 دولارًا أمريكيًا). لاي، وهو كاثوليكي بنفسه، أطلق على شركة آبل ديلي اسم الفاكهة المحرمة، والتي قال إنه إذا لم يأكلها آدم وحواء، فلن يكون هناك شر ولا أخبار.

### حرب الأسعار
انطلقت الصحيفة ضد بيئة فقيرة وتنافسية في سوق الصحف الصادرة باللغة الصينية. كما جعلت الشكوك السياسية من انتقادات لاي للحكومة الصينية محللي وسائل الإعلام متشائمين بشأن مستقبل الشركة. أثار إطلاقها إعلانات تلفزيونية إذ صور لاي مع تفاحة على رأسه كما لو كان هدفًا لإطلاق النار من المنافسين. في الشهر الأول من النشر، وزعت الصحيفة قسائم أدت فعليًا إلى خفض سعر النسخة إلى 2 دولار هونغ كونغي (0.25 دولار أمريكي)، على الرغم من سعر التجزئة القياسي البالغ 5 دولارات هونغ كونغية لكل إصدار والذي حددته جمعية الصحف في هونغ كونغ عاد السعر إلى 5 دولارات بعد شهر، لكن الصحيفة تحولت إلى الترويج بالقمصان والملصقات الملونة. دعمت حملة آبل ديلي إلى 200000 نسخة في يومها الأول، لتصبح الصحيفة التي تحتل المرتبة الثانية من حيث التوزيع في هونغ كونغ.
نشبت حرب أسعار بين الصحف الشعبية ردًا على دخول آبل ديلي إلى السوق. خفضت أورينتال ديلي سعرها إلى 2 دولار بدلًا من 5 دولارات لكل إصدار في ديسمبر 1995. وحذت حذوها صحف أخرى، مثل سينغ باو وتين تين ديلي. خفضت شركة آبل ديلي سعر التجزئة إلى 4 دولارات بعد يوم واحد من إعلان أورينتال ديلي عن انخفاض بنسبة 10 في المئة في توزيعها. نتيجة لذلك، انهارت عدد من الصحف: أوقفت تي في ديلي عملياتها في اليوم الأول من حرب الأسعار، وهونغ كونغ يونايتد ديلي، ومجلة تشاينا تايمز، وصحيفة إيسترن إكسبرس الإنجليزية، وهي صحيفة شقيقة لصحيفة أورينتال ديلي، انهارت بعد ذلك بوقت قصير.